# Murraya siamensis
Murraya siamensis är en vinruteväxtart som beskrevs av William Grant Craib. Murraya siamensis ingår i släktet Murraya och familjen vinruteväxter. Inga underarter finns listade i Catalogue of Life.